# Samsaenthai
Samsaenthai (สามเสนไท, Dreihunderttausend Tai; Thronname: Samdat Brhat-Anya Samu Sena Daya Daya Buvana Natha Adipati Sri Sadhana Kanayudha [Phra Chao La Sam Saen Thai Thray Phuvanath Thipat Sisadhana Kanayudha]; vor der Thronbesteigung Un Heuan, auch Oun Hueun; * 1356; † 1416/17 in Luang Phrabang) war zwischen 1373 und 1416/17 der zweite König des Reiches Lan Xang.

## Leben
Samsaenthai war der älteste Sohn von Fa Ngum, des Gründers von Lan Xang, und wurde 1356 geboren. Nach dem Tod seines Vaters übernahm er den Thron von Lan Xang und führte das Reich in eine Zeit des Friedens und des Wohlstands. Er tat sich weniger durch kriegerische Handlungen als durch sinnvolle Verwaltung hervor. Unter anderem ließ er eine Volkszählung durchführen, während derer die kriegstüchtige Anzahl von 300.000 Thais festgestellt wurde (nach anderen Quellen bezieht sich die Zahl 300.000 auf die Gesamtbevölkerung). Samsaenthai führte auch das Schulsystem ein, das den buddhistischen Tempeln die Erziehung der Kinder anvertraute.

## Heiratspolitik
Samsaenthai war mit mindestens fünf Frauen gleichzeitig oder nacheinander verheiratet:
1. 1377 heiratete Samsaenthai seine Cousine Buvana Dhanipaya (Bua Then Fa)
2. mit Nang Nawiangsari (Noi On Sor), Prinzessin aus Lan Na
3. entgegen den geltenden Gesetzen mit seiner Stiefmutter, Königin Keava Rudhi Fa (Nang Keo Lot Fa), die als Witwe von Fa Ngum gleichzeitig seine Cousine und Tochter des Königs Ramathibodi I. (Königreich Ayutthaya) war
4. mit Prinzessin Nang Keava Sridha (Nang Keo Keo Sida), Tochter von Chao Sidhakama (Sida Kham), Herrscher von Chiang Hung (Mueang Lue)
5. Prinzessin Nang Keava Yudhi Fa (Nang Keo Yot Fa), seine Cousine und Tochter des Königs Intharacha von Ayutthaya

## Nachkommen
Samsaenthai starb 1416 (oder 1417) im Alter von 60 Jahren. Er hatte sieben Söhne und fünf Töchter:
1. Prinz (Chao Fa) Luvanajaya [Thao Lue Sai], Brhat-Anya Mun Ban
2. Prinz (Chao Fa) Lamakamadinga (Lan Kham Daeng), später dritter König von Lan Xang[2]
3. Prinz (Chao Fa) Kama Dharmasara [Kham-Tam Sa], Brhat-Anya Pak-Huei-Luang, später ebenfalls König von Lan Xang
4. Prinz (Chao Fa) Gunikama, Brhat-Anya Chikrama
5. Prinz (Chao Fa) Wangsapuri [Vong Buri], Brhat-Anya Kunaprasakti
6. Samdach Brhat-Anya Chao Kama Kirti [Kham-Kert or Kham Keul]
7. Thao Somphon, er erbaute 1497 den Wat Aram Moung Khoun

1. Prinzessin (Chao Fa Nying) Kaeva Kumari [Keo Kumanne], ältestes Kind von Samsaenthai und spätere Königin von Lan Xang
2. Prinzessin (Chao Fa Nying) Anusha [Anocha]
3. Prinzessin (Chao Fa Nying) Manura [Manora]
4. Prinzessin (Chao Fa Nying) Supadhatri [Supatthat]
5. Prinzessin (Chao Fa Nying) Mahakani [Maha Kay] (d/o Keo Yot Fa), starb vor 1408 im Alter von 5 Jahren

## Wirken
König Samsaenthai wird als der Errichter des Wat Manorom in Luang Phrabang angesehen, der aber möglicherweise erst später erbaut worden ist. Nachfolger von König Samsaenthai wurde dessen zweitältester Sohn Lan Kham Daeng (reg. 1416 bis 1427).